# グラヴェッローナ・トーチェ
グラヴェッローナ・トーチェ（伊: Gravellona Toce）は、イタリア共和国ピエモンテ州ヴェルバーノ・クジオ・オッソラ県にある、人口約7,800人の基礎自治体（コムーネ）。

## 地理

### 位置・広がり
| 隣接するコムーネは以下の通り。 - バヴェーノ - カザーレ・コルテ・チェッロ - メルゴッツォ - オメーニャ - オルナヴァッソ - ストレーザ - ヴェルバーニア |